# حلوة منجلية
حلوة منجلية (الاسم العلمي: Glycine falcata) هي نوع من نباتات تتبع جنس الحلوة من الفصيلة البقولية.